# Jack Leonard (diplomaat)
John Peter (Jack) Leonard (New York, 16 juli 1940 – Bonita (Californië), 13 mei 2013) was een Amerikaans diplomaat. Hij was van 1991 tot 1993 ambassadeur in Suriname.

## Biografie
Jack Leonard groeide op in Larchmont in de staat New York. Hij slaagde voor een master aan de Phillips Academy in Andover, Massachusetts, en vervolgde studie aan Harvard College. In Korea diende hij bij de militaire inlichtingendienst van het Amerikaanse leger.
Hij trad rond 1965 in dienst van het ministerie van Buitenlandse Zaken en diende op diverse posten. Hij werd in 1988 door minister George Shultz voorgedragen voor een post op de ambassade van Managua in Nicaragua. Hier diende hij als ad interim zaakgelastigde en zette hij zich mede in voor de terugkeer van het land naar vrede en democratie. Hier bleef hij aan tot na de verkiezingen van 1990. President George H.W. Bush (sr.) stuurde hem na afloop een persoonlijke dankbrief voor zijn uitstekende werk in Managua.
Op 30 oktober 1990 werd hij benoemd tot ambassadeur in Suriname; hij overhandigde zijn geloofsbrieven op 11 maart 1991. Dit was kort voor de verkiezingen van 25 mei 1991, toen de democratie weer hersteld werd sinds de Telefooncoup van Desi Bouterse. Hij bleef aan tot 1 november 1993. In 1999 nam hij afscheid van de diplomatieke dienst. Minister Madeleine Albright memoreerde bij zijn afscheid dat hij het allerbeste vertegenwoordigde bij de buitenlandse dienst van de Verenigde Staten.
Leonard overleed in mei 2013 aan de gevolgen van lymfeklierkanker. Hij is 72 jaar oud geworden.